# Романовський (Топкинський округ)
Рома́новський (рос. Романовский) — селище у складі Топкинського округу Кемеровської області, Росія.
Стара назва — Романовка.

## Населення
Населення — 118 осіб (2010; 133 у 2002).
Національний склад (станом на 2002 рік):
- росіяни — 92 %